# Suecia en los Juegos Olímpicos de Garmisch-Partenkirchen 1936
Suecia estuvo representada en los Juegos Olímpicos de Garmisch-Partenkirchen 1936 por un total de 32 deportistas que compitieron en 7 deportes.  
El portador de la bandera en la ceremonia de apertura fue el saltador en esquí Sven Eriksson.

## Medallistas
El equipo olímpico sueco obtuvo las siguientes medallas:
| Nombre                                                        | Deporte            | Competición        |
| ------------------------------------------------------------- | ------------------ | ------------------ |
| Oro                                                           |                    |                    |
| Erik August Larsson                                           | Esquí de fondo     | 18 km M            |
| Elis Wiklund                                                  | Esquí de fondo     | 50 km M            |
| Plata                                                         |                    |                    |
| Axel Wikström                                                 | Esquí de fondo     | 50 km M            |
| Sven Selånger                                                 | Saltos en esquí    | Trampolín normal M |
| Bronce                                                        |                    |                    |
| Nils-Joel Englund                                             | Esquí de fondo     | 50 km M            |
| Martin Matsbo John Berger Erik August Larsson Arthur Häggblad | Esquí de fondo     | 4 × 10 km M        |
| Vivi-Anne Hultén                                              | Patinaje artístico | Individual F       |